# Минус
Ми́нус (от лат. minus «менее, меньше») — математический символ в виде горизонтальной чёрточки (−).

## Применение

### В математике
В зависимости от контекста, символ минуса может обозначать:
- двуместный (бинарный) инфиксный оператор вычитания чисел или иных математических объектов: {\displaystyle a-b} (уменьшаемое ставится перед этим знаком, а вычитаемое — после);
- одноместный (унарный) префиксный оператор взятия противоположного значения относительно операции сложения ({\displaystyle -x});
  - в этом же унарном смысле знак минуса используется для обозначения отрицательных чисел (например, {\displaystyle -5}).

### В естественных науках
В физике и других естественных науках знак минус используется для обозначения отрицательности физических величин, которые могут быть положительны или отрицательны (например, электрический заряд, температура, высота над уровнем моря), см. подробнее Знак (математика). 

### В типографике
Унарный минус не отбивается от последующего числа. Бинарный минус одинаково отбивается с обеих сторон. При разрыве строк унарный минус не должен отрываться от своего аргумента, а в случае с бинарным минусом возможен разрыв формулы по нему (в российской типографике — с повторением минуса до и после разрыва).
По начертанию минус должен иметь те же пропорции (в ширину) и его центр должен быть на той же высоте, как у знака равенства и у плюса {\displaystyle (36-55=-19).} В традиционных российских шрифтах минус часто был тождествен с тире, но в новых шрифтах он обычно ставится несколько выше и имеет меньший размер.

### В информатике
Для представления в компьютере знака отрицательного числа используют один из битов как код знака (обычно 0 кодирует положительное число, 1 — отрицательное). Для кодирования знака целых чисел большинство компьютеров используют дополнительный код, хотя встречается и прямой код.

## Вариации и кодировка
Исторически в компьютерном наборе использовался знак дефиса вместо минуса и тире ввиду отсутствия отдельных клавиш для последних. В языках программирования эти символы по‑прежнему не различаются (так как обычно для служебных целей используются только символы ASCII), но при качественном наборе текстов следует различать дефис (‐), минус (−), короткое тире (–) и длинное тире (—).
В Юникоде знак минуса присутствует начиная с версии 1.0.0 в блоке «Математические операторы» (англ. Mathematical Operators) под шестнадцатеричным кодом 2212 и называется minus sign. Список вариаций:
| Символ         | Обозначение             | Изображение | Unicode | ASCII-код    | в URL     | в HTML                   |
| -------------- | ----------------------- | ----------- | ------- | ------------ | --------- | ------------------------ |
| Минус          | Minus                   | −           | U+2212  |              | %E2%88%92 | &minus; &#x2212; &#8722; |
| Дефис          | Hyphen-minus            | -           | U+002D  | 45dec, 2Dhex | %2D       | &#45;                    |
| Короткий дефис | Small Hyphen-minus      | ﹣          | U+FE63  |              | %EF%B9%A3 | &#xfe63; &#65123;        |
| Длинный дефис' | Full-width Hyphen-minus | －          | U+FF0D  |              | %EF%BC%8D | &#xff0d; &#65293;        |
| Среднее тире   | EN DASH                 | –           | U+2013  |              | %E2%80%93 | &#x2013;                 |
| Длинное тире   | EM DASH                 | —           | U+2014  |              | %E2%80%94 | &#x2014;                 |